# جيمس أ. تايلور
جيمس أ. تايلور هو سياسي كندي، ولد في عقد 1920 في برنس إدوارد في كندا، وتوفي في 1 سبتمبر 2020. نشط حزبياً في حزب أونتاريو المحافظ التقدمي. وقد انتخب عضو برلمان مقاطعة أونتاريو ‏.